# (72037) Castelldefels
(72037) Castelldefels és un asteroide descobert el 10 de desembre de 2000 per l'astrònom Josep Manteca a l'Observatori de Begues. La designació provisional que va rebre era 2000 XN44. El descobridor va proposar dedicar-li el nom a la vila de Castelldefels per la seva estreta relació personal amb l'Agrupació Astronòmica d'aquesta ciutat. El 3 de març de 2004, el Minor Planet Center va confirmar-ne el nom.